# Monninkylä
Monninkylä é uma localidade finlandesa pertencente ao município de Askola.